# Тори Блек
Тори Блек (енгл. Tori Black; Сијетл, Вашингтон, 26. август 1988) америчка је порнографска глумица.

## Каријера
Тори Блек је своју каријеру у порно индустрији започела 2007. године. Наступила је у више од 200 порно-филмова. Била је изабрана за љубимицу Пентхауса за месец децембар 2008. године. Године 2010. часопис Максим је уврстио међу 12 најбољих женских порно звезда. Док је 2011. године магазин Комплекс уврстио у своју листу 100 најбољих порно звезда.

## Награде
| Година | Доделио           | Категорија                                  | Филм                        |
| ------ | ----------------- | ------------------------------------------- | --------------------------- |
| 2009   | XRCO              | Cream Dream                                 | /                           |
| 2009   | CAVR              | Hottie of the Year                          | /                           |
| 2009   | FAME              | Favorite Female Rookie                      | /                           |
| 2010   | AVN               | Best All-Girl Couples Sex Scene             | Field of Schemes 5          |
| 2010   | AVN               | Best All-Girl Three-Way Sex Scene           | The 8th Day                 |
| 2010   | AVN               | Best Tease Performance                      | Tori Black Is Pretty Filthy |
| 2010   | AVN               | Best Threeway Sex Scene                     | Tori Black Is Pretty Filthy |
| 2010   | AVN               | Female Performer of the Year                | /                           |
| 2010   | XBIZ              | Female Performer of the Year                | /                           |
| 2010   | XRCO Awards       | Female Performer of the Year                | /                           |
| 2010   | FAME Awards       | Favorite Female Starlet                     | /                           |
| 2011   | AVN Awards        | Best Oral Sex Scene                         | Stripper Diaries            |
| 2011   | AVN Awards        | Best POV Sex Scene                          | Jack's POV 15               |
| 2011   | AVN Awards        | Best Sex Scene in a Foreign-Shot Production | Tori Black: Nymphomaniac    |
| 2011   | AVN Awards        | Female Performer of the Year                | /                           |
| 2011   | XBIZ Awards       | Porn Star Site of the Year                  | /                           |
| 2011   | XRCO Awards       | Female Performer of the Year                | /                           |
| 2012   | NightMoves Awards | Social Media Star (Editor's Choice)         | /                           |

## Филмографија
- All Teens 3 (2007)
- Bring 'um Young 26 (2007)
- Dark Meat White Treat 3 (2007)
- Face Full Of Diesel 3 (2007)
- Fresh Newcummers 2 (2007)
- Pure 18 2 (2007)
- Sexual Freak 7: Stoya (2007)
- Sucking Me POV (2007)
- Teen Worship 1 (2007)
- Young Stand-Up Titties 3 (2007)
- All Girl Revue 5 (2008)
- Ass Trap 1 (2008)
- Barely Legal 79 (2008)
- Barely Legal Bitch That Stole Christmas (2008)
- Belladonna's Evil Pink 4 (2008)
- Big Night Sticks Little White Chicks 2 (2008)
- Black Cock Addiction 5 (2008)
- Black Cocks Tiny Teens 5 (2008)
- Black Power 3 (2008)
- Blow Me Sandwich 12 (2008)
- Cheaters Caught or Not (2008)
- Cock Competition (2008)
- Couples Seduce Teens 10 (2008)
- Cum Coat My Throat 4 (2008)
- Daddy's Lil' Whore 1 (2008)
- Don't Let Daddy Know 4 (2008)
- Fame (2008)
- Filthy's First Taste 8 (2008)
- Filthy's Peepin' Tom 5 (2008)
- Flying Solo (2008)
- Four Finger Club 25 (2008)
- Fresh Flesh (2008)
- Fresh Outta High School 8 (2008)
- Fuck Club (2008)
- Fuck for Dollars 8 (2008)
- Fucked on Sight 4 (2008)
- Fuckin' Around in South Beach 2 (2008)
- Full Streams Ahead 1 (2008)
- Girlfriends 1 (2008)
- Girls Will Be Girls 3 (2008)
- Girlvana 4 (2008)
- Head Case 4 (2008)
- Hellfire Sex 12 (2008)
- House of Ass 8 (2008)
- I Like Black Boys 6 (2008)
- I Love Young Girls 4 (2008)
- Icon (2008)
- Just Over Eighteen 19 (2008)
- Kayden Exposed (2008)
- Kristina Rose: Dirty Girl (2008)
- Last Call (2008)
- Monster Cock Junkies 3 (2008)
- Naughty Bookworms 13 (2008)
- Naughty College School Girls 46 (2008)
- No Man's Land Interracial Edition 11 (2008)
- Nylons 4 (2008)
- One Last Ride (2008)
- Paste My Face 11 (2008)
- Pickin' Up Pussy (2008)
- Pound Pussy 1 (2008)
- POV Cocksuckers 7 (2008)
- Pretty As They Cum 1 (2008)
- Pretty Pussies Please 5 (2008)
- Real Female Orgasms 9 (2008)
- Real Mann's Point of View (2008)
- Rookie Pussy 3 (2008)
- Secretary's Day 2 (2008)
- She's Cumming 1 (2008)
- Sloppy Head 1 (2008)
- Souled Out 1 (2008)
- Sugar Town (2008)
- Trouble With Young Girls  (2008)
- Twisted Vision 7 (2008)
- Unlocked 2 (2008)
- Up Skirts 1 (2008)
- Voyeur 35 (2008)
- We Suck 1 (2008)
- Whack Jobs 3 (2008)
- White Chicks Gettin' Black Balled 26 (2008)
- Wicked (2008)
- Women Seeking Women 48 (2008)
- Women Seeking Women 49 (2008)
- 1 On 1 3 (2009)
- 8th Day (2009)
- All About Me 3 (2009)
- Ashlynn Brooke's Lesbian Fantasies 1 (2009)
- Banging Bitches (2009)
- Bare Skinned Beauties: Bondage Battles (2009)
- Barely Legal All Stars 8 (2009)
- Big Wet Asses 16 (2009)
- Binding Miss Thomas (2009)
- Black Shack 2 (2009)
- Black Teen Punishment 1 (2009)
- Black Up In Her (2009)
- Bree's College Daze 2 (2009)
- Brother Load 1 (2009)
- Brunette Beauties in Bondage (2009)
- Centerfolds Exposed (2009)
- Cougar Cruisin' (2009)
- Cover Girls Wrapped in Plastic (2009)
- Crack Her Jack 10 (2009)
- Crude Oil 4 (2009)
- Doll House 5 (2009)
- Don't Make Me Beg 1 (2009)
- Dreamgirlz 2 (2009)
- Entourage: A XXX Parody (2009)
- Field of Schemes 4 (2009)
- Field of Schemes 5 (2009)
- Finger Licking Good 7 (2009)
- Frat House Fuckfest 11 (2009)
- Girl Meets Boy (2009)
- Girls Hunting Girls 20 (2009)
- Hand to Mouth 8 (2009)
- Hustler's Lesbian Fantasies 2 (2009)
- I Wanna Bang Your Sister (2009)
- Interactive Sex with Tori Black (2009)
- Interracial Fuck Sluts 1 (2009)
- Intimate Touch 1 (2009)
- Is He There? (2009)
- Itch (2009)
- Jack's POV 15 (2009)
- Jenna Haze: Nymphomaniac (2009)
- Just Tease 1 (2009)
- King of Coochie 1 (2009)
- Kittens and Cougars 1 (2009)
- Last Call (2009)
- Lifestyle (2009)
- Making Amends (2009)
- Masters of Reality Porn 3 (2009)
- Masturbation Nation 2 (2009)
- Mom's Cuckold 1 (2009)
- My Sexy Life 1 (2009)
- Naughty Rich Girls 1 (2009)
- New Girls in Bare Skinned Bondage (2009)
- Not The Cosbys XXX 1 (2009)
- Nymphetamine 3 (2009)
- Nymphetamine 4 (2009)
- Nymphetamine Solamente 2 (2009)
- Office Perverts 2 (2009)
- Oil Overload 3 (2009)
- Oil Spills 1 (2009)
- Old Enough to be Their Mother 7 (2009)
- Pin-Up (2009)
- Popporn: The Guide to Making Fuck (2009)
- Pornstar Perspective (2009)
- Pornstar Workout 1 (2009)
- Pretty Sloppy 2 (2009)
- Private Xtreme 44: Put Your Big Black Cock in My Ass (2009)
- Pure Sextacy 4 (2009)
- Rawhide 2 (2009)
- Real Big Tits 2 (2009)
- Real College Girls: Lesbian Stories 2 (2009)
- Risque Moments (2009)
- Rollin' with Goldie 3 (2009)
- Schoolgirl Internal 2 (2009)
- Scrubs: A XXX Parody (2009)
- Secret Diary of a Cam Girl (2009)
- Sex Party (2009)
- Sexual Blacktivity 1 (2009)
- Sinful (2009)
- Slutty and Sluttier 10 (2009)
- Solamente 4 (2009)
- Spicy Sexcapades (2009)
- Splashes On Glasses 1 (2009)
- Sporty Girls 2 (2009)
- Sweet Sin (2009)
- This Ain't Happy Days XXX 1 (2009)
- This Ain't The Partridge Family XXX (2009)
- Three's A Crowd (2009)
- Tickle Hell for Nikky and Friends (2009)
- TMSleaze (2009)
- Tori Black Is Pretty Filthy 1 (2009)
- Tori's Dream: Gia's Nightmare (2009)
- Tormented (2009)
- Two Faces of Jessica Lauren (2009)
- Valley of the Dolls (2009)
- Voyeur Within (2009)
- Wank My Wood 1 (2009)
- Wet Dreams Cum True 7 (2009)
- Work It Work It Get It Get It 3 (2009)
- You, Me and Her (2009)
- Accommodations (2010)
- All Girls Do It (2010)
- American Daydreams 8 (2010)
- Anal Buffet 5 (2010)
- Bad Girls 5 (2010)
- Bangover (2010)
- Barely Legal POV 9 (2010)
- Batman XXX: A Porn Parody (2010)
- Black Listed 2 (2010)
- Blown Away 3 (2010)
- Cum Buckets 10 (2010)
- Deep Anal Drilling 1 (2010)
- Desires (2010)
- Don Juan's Therapist (2010)
- Don't Tell My Wife I'm Banging My Secretary (2010)
- Eternal Love 1 (2010)
- Eternal Love 2: Reckless Heart (2010)
- Evil Anal 11 (2010)
- Eyelashes (2010)
- Field of Schemes 8 (2010)
- Fox Holes 2 (2010)
- Gia: Portrait of a Pornstar (2010)
- Girl Next Door (2010)
- Girls of Red Light District: Tori Black (2010)
- Glamour Girls 3 (2010)
- Hollywood's Nailin Palin (2010)
- In a Glimpse (2010)
- Jack's POV 17 (2010)
- Jayden Jaymes Unleashed (2010)
- Jesse Jane: Homework (2010)
- Just Tease 2 (2010)
- Just You And Me (2010)
- Kittens and Their MILF (2010)
- Legs Up Hose Down (2010)
- Lex The Impaler 5 (2010)
- Lord of Asses 15 (2010)
- Masturbation Nation 10 (2010)
- Mommy Got Boobs 9 (2010)
- My Black Stepdad 1 (2010)
- No Hair Down There 2 (2010)
- North Pole 75 (2010)
- Not The Cosbys XXX 2 (2010)
- Nymphomaniac (2010)
- Panty Pops 1 (2010)
- Performers of the Year 2010 (2010)
- Performers of the Year 2011 (2010)
- Porn Fidelity 22 (2010)
- Porno Home Movies 29 (2010)
- Pornstar Superheroes (2010)
- Pornstars Punishment 1 (2010)
- Pure Cherry Girls 4 (2010)
- Race Relations 2 (2010)
- Riley Steele: Love Fool (2010)
- Rocco's Psycho Love 1 (2010)
- Sex Dolls (2010)
- She's the Boss 2 (2010)
- Speed (2010)
- Squeeze (2010)
- Stripper Diaries (2010)
- Sunshine Highway 2 (2010)
- Superstar Showdown 1: Tori Black vs. Alexis Texas (2010)
- Superstar Showdown 2: Asa Akira vs. Kristina Rose (2010)
- Sweet Pussy (2010)
- Swimsuit Calendar Girls 4 (2010)
- Teen Mother Fuckers 2 (2010)
- This Isn't Fast Times at Ridgemont High (2010)
- Tight Holes Big Poles 3 (2010)
- Top Shelf 2 (2010)
- Tori Black Is Pretty Filthy 2 (2010)
- Tori Black Superstar (2010)
- Tori Black: Nymphomaniac (2010)
- Tori Tarra and Bobbi Love Rocco (2010)
- What Went Wrong (2010)
- Whatever It Takes (2010)
- Women Seeking Women 66 (2010)
- Wonder Woman XXX: A Hardcore Parody (2010)
- Working Girls (II) (2010)
- 3's Company (2011)
- A.S.A Asian Sex Addict (2011)
- Adam and Eve's 40th Anniversary Collection (2011)
- All Natural: Glamour Solos 1 (2011)
- Bad Girls 6 (2011)
- Black and Blue (2011)
- Bree and Tori (2011)
- Cover Girls (2011)
- Cruel Media Conquers Los Angeles (2011)
- Deep Throat This 46 (2011)
- Fantasy Girls: Glamour Solos (2011)
- First String 1 (2011)
- Five Stars 2 (2011)
- Here Cums the President (2011)
- History Of Black Cock (2011)
- I'm Craving Black Cock (2011)
- Incredible Hulk: A XXX Porn Parody (2011)
- Interracial Pickups 3 (2011)
- Killer Bodies: The Awakening (2011)
- Kinky Sex (2011)
- KissMe Girl 2: Girls Kissing Girls (2011)
- Legendary Angels (2011)
- Lipstick Lesbo 3 (2011)
- Masturbation Nation 11 (2011)
- My Daddy Is My Pimp (2011)
- Panty Pops 3 (2011)
- Penthouse Vacation (2011)
- Pretty Sloppy 4 (2011)
- Riding Solo 2 (2011)
- Savanna Samson Stripped (2011)
- Sexology For Schoolgirls (2011)
- Shane's World 42: Paradise Island (2011)
- Sloppy Girl 4 (2011)
- Stripper Grams (2011)
- Teen Addiction (2011)
- Tori Black's After School Special (2011)
- Wicked Digital Magazine 4 (2011)
- All Natural: Glamour Solos 2 (2012)
- All Star Celebrity XXX: Tori Black (2012)
- Amazon Universe Long Legged Girls (2012)
- Beautiful Lesbians (2012)
- Best of Lord of Asses 2 (2012)
- Don't Trim That Bush (2012)
- Give Me Pink 11 (2012)
- Gloriass 2 (2012)
- Hollywood Heartbreakers 2 (2012)
- Intimate Passions (2012)
- Just Tease 3 (2012)
- Kinky Desires (2012)
- Me and My Girlfriend 1 (2012)
- Munching Muff (2012)
- Official Hangover Parody (2012)
- Playgirl's Hottest: Leather And Lace (2012)
- Raw 9 (2012)
- Rico's Bangin Yo Mama's Daughter (2012)
- Strippers' Paradise (2012)
- Tori Black On Black (2012)
- Toying With Your Emotions (2012)
- College Guide to Female Orgasms (2013)
- Holes of Glory 2 (2013)
- I Need Some Alone Time (2013)
- I Was A Mail Order Bride (2013)
- Nice Girls Love Black Dick (2013)
- Oh Yeah Let's Cum (2013)
- Superstar Slut Challenge (2013)